# Patê

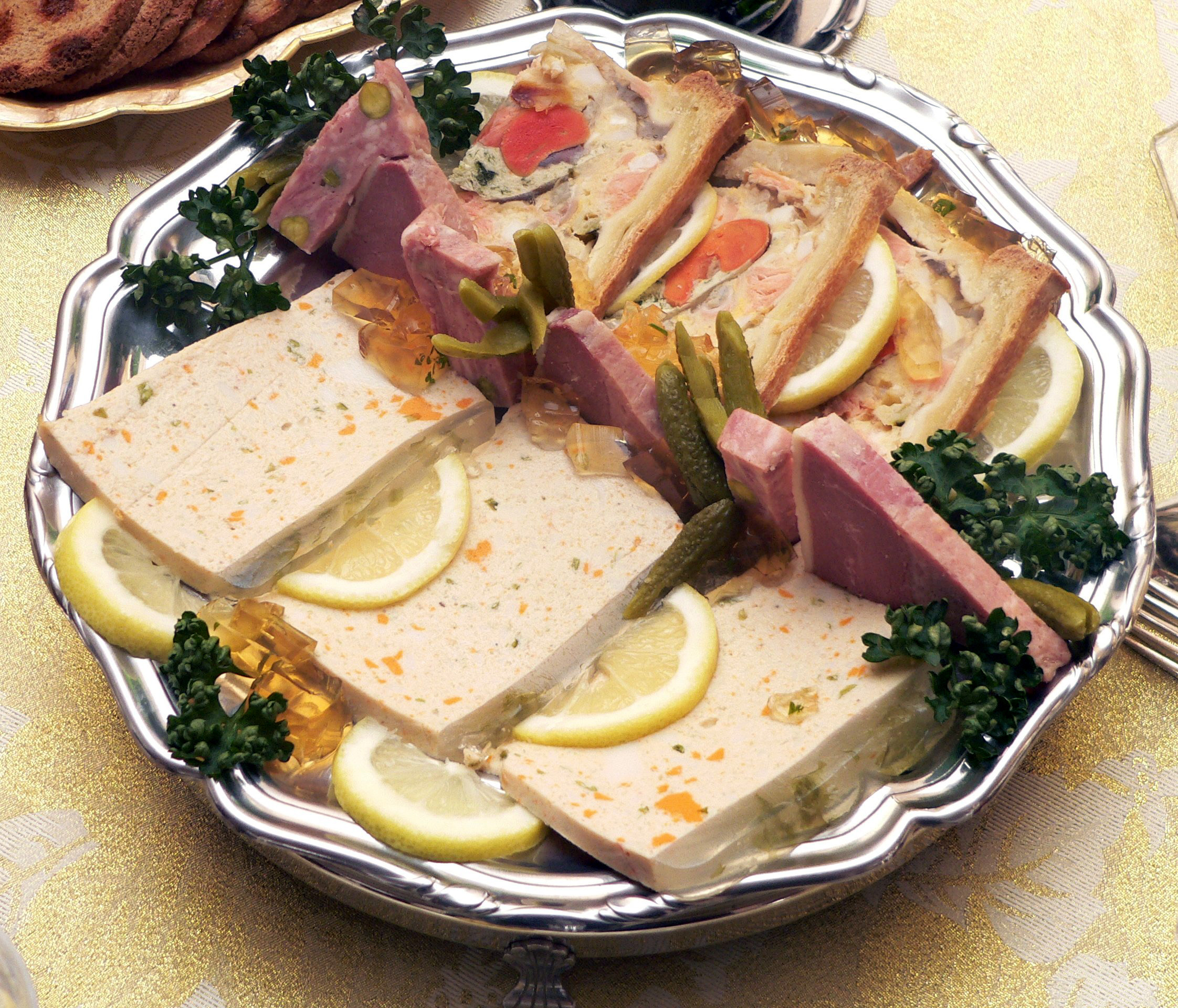
Um prato cheio de variedades de "patês".

Patês (do francês pâté, de "pasta") ou pastas são preparações culinárias cremosas, à base de carne, de peixe ou de vegetais, muitas vezes com vários condimentos, que são consumidas, quer como entrada duma refeição, quer como um produto para comer com pão ou biscoitos, ao pequeno almoço ou ao lanche.
Tradicionalmente, os “pâtés” franceses eram uma mistura de carnes, por vezes apenas cortadas finas, temperos e um ingrediente para manter a mistura firme, como ovos ou farinha, que era cozinhada no forno, seja diretamente num prato adequado (o “pâté en terrine”), seja dentro duma massa, que podia ser apenas de fatias de pão embebido nalgum produto, para não queimar (o “pâté en croûte”).
No entanto, é muito comum encontrar a designação “patê” para o “foie gras”, que não é uma pasta, mas o próprio fígado de um ganso ou um pato, tradicionalmente alimentado à força, que é cozinhado na própria gordura; em contraponto, muitas vezes chama-se “foie gras” à pasta de fígado, geralmente industrializada, que pode ser feita com fígado de aves (não apenas patos, mas também galinhas) ou de porco. Isto acontece porque, uma vez que o “foie gras” é um produto caro, os próprios franceses começaram a produzir, para além das “terrines” e “confits”, o “pâté de foie gras”, que leva apenas uma certa proporção de “foie gras”.
Modernamente, para além das pastas de fígado, é comum encontrar receitas de patês para fazer em casa, muitas vezes sem necessidade de serem cozinhadas, que têm como base a maionese ou algum tipo de queijo cremoso, misturadas com carne precozinhada, peixe enlatado, ervas aromáticas ou outros temperos. Para além destas receitas caseiras, são frequentes os “patês” de sardinha, atum ou anchovas industrializados e servidos nos restaurantes. 